# Westmorland (California)
Westmorland è un comune degli Stati Uniti d'America, situato in California, nella contea di Imperial.